# Кап-Вер
Кап-Вер (фр. Cap-Vert — зелёный мыс) — полуостров на африканском побережье Атлантического океана, в Сенегале. На полуострове находится самая западная точка континентальной Африки — мыс Альмади. На южной оконечности Кап-Вера расположен город Дакар, столица Сенегала.

## Геология, природа
Кап-Вер сформирован грядой из нескольких бывших островов вулканического происхождения и намытого местными океаническими течениями между островами и континентом песчаного перешейка. В результате он глубоко выдаётся в океан, имеет форму, напоминающую равносторонний треугольник со сторонами протяжённостью примерно по 15 км каждая, и обращён «остриём» на юго-запад. Это «остриё», называемое Альмади, однако, изгибается назад, на юго-восток в сторону островка Горе, образуя полноценную и удобную для судоходства гавань.
Рельеф полуострова скалистый, с песчаной областью вглубь континента. Регулярные юго-западные ветра способствовали появлению на полуострове заметной сезонной растительности, в отличие от холмистых песчаных дюн к северу, — что и послужило причиной названия мыса. Вулканические конусы-близнецы Deux Mamelles («Два соска») доминируют над пейзажем вдоль побережья к северо-западу от Дакара.
Западнее городских районов столицы на островах Мадлен находится национальный парк — самый маленький в мире. Le Parc National des Iles de la Madeleine, также как остров Горе и ряд других, входят в число объектов всемирного наследия ЮНЕСКО.

## История
Европейцам полуостров известен с 1445 года, когда этих мест достигла экспедиция Диниша Диаша. Португальцы назвали его «Зелёным» (Cabo Verde), поскольку здесь, в отличие от пустынных берегов, мимо которых они плыли ранее, росло множество пальм. Вскоре здесь португальцами был основан стратегически важный открытый порт межконтинентальной торговли. Позже мыс стал отправной точкой для французской колониальной экспансии в Западной Африке. Последние в 1857 году основали форт Дакар, давший начало городу. В 1902 году именно Дакар стал столицей обширной федерации колоний — Французской Западной Африки.
Город Дакар ныне вырос, он занимает всю оконечность Кап-Вера. Около мыса Альмади расположен Международный аэропорт Дакара, послуживший во времена Второй мировой войны трансатлантическим перевалочным пунктом — вначале для марионеточного прогитлеровского режима Виши, а с 1942 года для союзных сил.

## Население
Совокупно население Большого Дакара на январь 2006 года составляло 2,45 млн человек, причём собственно в Дакаре при этом проживало 1,031 млн. В 2023 году население Большого Дакара выросло до 3,43 млн человек.
Значимая часть местных жителей полуострова образует особую этническую группу lebou, говорящую на диалекте языка волоф и пользующуюся закреплённой в конституции Сенегала автономией как основанное в 1430 году теократическое мусульманское братство Layene, возглавляемое главным халифом.
Столицей братства является городок (и одна из коммун Дакара) Йофф, расположенный к северу от аэропорта. Основные занятия — рыболовство, строительный бизнес и фермерство. Благочестие и уважение к старшим — наиболее почитаемые добродетели народа Lébou. Он известен своими коллективными танцами изгнания нечистой силы и прочими религиозными ритуалами, большая часть которых происходит при активном участии туристов. Спиртное, однако, запрещено.